# أنتوني أندرسن (كرة سلة)
أنتوني أندرسن (بالإنجليزية: Anthony Anderson)‏ مواليد 12 نوفمبر 1981 في لين، هو لاعب كرة سلة محترف أمريكي بدأ مسيرته الاحترافية في سنة 2005 يلعب في دوري كندا الوطني لكرة السلة كلاعب هجوم خلفي ويحمل الرقم 12. يبلغ طوله 5 قدم 11 بوصة (1.8 م). لعب مع نادي الجيش في قطر.

## روابط خارجية
- أنتوني أندرسن على موقع كلية كرة السلة في سبورتس رفرنس.كوم (الإنجليزية)
- أنتوني أندرسن على موقع ريلجم (الإنجليزية)
- أنتوني أندرسن على موقع بروبوليرز (الإنجليزية)